# Ve législature de la Troisième République française
La Ve législature de la Troisième République française est un cycle parlementaire qui s'ouvre le 12 novembre 1889 et se termine le 14 octobre 1893.

## Composition de l'exécutif
Président de la République : Sadi Carnot (1887-1894)

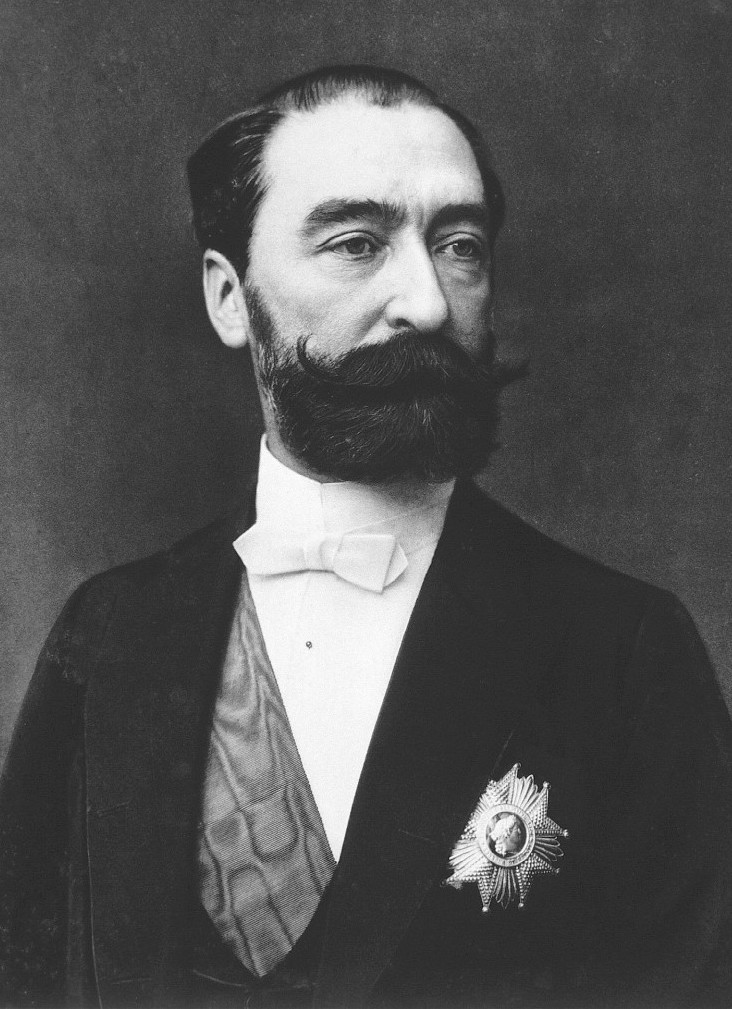
Sadi Carnot

Président de la Chambre des députés : 
- Charles Floquet (1889-1893) ;
- Jean Casimir-Perier (1893).

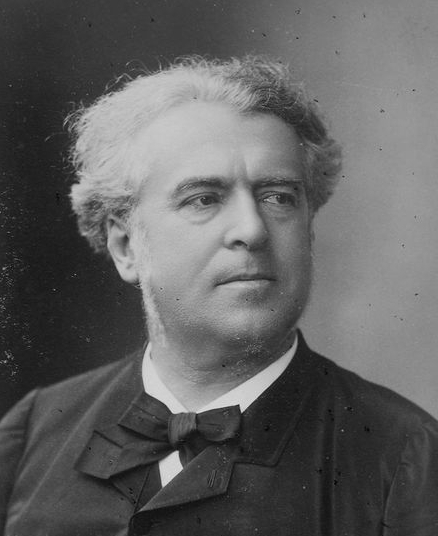
Charles Floquet
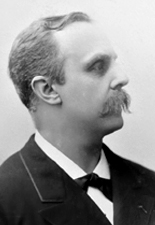
Jean Casimir-Perier

| Gouvernement | Gouvernement         | Gouvernement                          | Dates (Durée)                                          | Président du Conseil                | Composition initiale                  |
| ------------ | -------------------- | ------------------------------------- | ------------------------------------------------------ | ----------------------------------- | ------------------------------------- |
| 1            | Charles de Freycinet | Gouvernement Charles de Freycinet (4) | du 17 mars 1890 au 18 février 1892 (1 an et 338 jours) | Charles de Freycinet (Opportuniste) | 10 ministres 1 sous-secrétaire d'État |
| 2            | Émile Loubet         | Gouvernement Émile Loubet             | du 27 février 1892 au 28 novembre 1892 (275 jours)     | Émile Loubet (Opportuniste)         | 10 ministres                          |
| 3            | Alexandre Ribot      | Gouvernement Alexandre Ribot (1)      | du 6 décembre 1892 au 10 janvier 1893 (35 jours)       | Alexandre Ribot (Opportunistes)     | 10 ministres 1 sous-secrétaire d'État |
| 3            | Alexandre Ribot      | Gouvernement Alexandre Ribot (2)      | du 11 janvier 1893 au 30 mars 1893 (78 jours)          | Alexandre Ribot (Opportunistes)     | 10 ministres                          |
| 4            | Charles Dupuy        | Gouvernement Charles Dupuy (1)        | du 4 avril 1893 au 23 novembre 1893 (233 jours)        | Charles Dupuy (Opportuniste)        | 10 ministres 1 sous-secrétaire d'État |

## Composition de la Chambre des députés

### Composition en début de législature
| Groupe parlementaire     | Groupe parlementaire     | Groupe parlementaire     | Députés |  |
| Groupe parlementaire     | Groupe parlementaire     | Groupe parlementaire     | Total   |  |
| ------------------------ | ------------------------ | ------------------------ | ------- |  |
|                          | UdG                      | Union des gauches        | 228     |  |
|                          | UD                       | Union des droites        | 162     |  |
|                          | GR                       | Gauche radicale          | 68      |  |
|                          | BOUL                     | Boulangiste              | 55      |  |
|                          | EXG                      | Extrême gauche           | 50      |  |
|                          | O                        | Ouvrier                  | 10      |  |
|                          |                          |                          |         |  |
| Total des sièges pourvus | Total des sièges pourvus | Total des sièges pourvus | 573     |  |

#### Composition détaillée
| Bloc             | Groupes           | Groupes                                           | Tendances                          | Tendances                  | Tendances |
| ---------------- | ----------------- | ------------------------------------------------- | ---------------------------------- | -------------------------- | --------- |
| Républicains 356 |                   |                                                   |                                    |                            |           |
|                  | Ouvrier           |                                                   | Parti ouvrier                      | 3                          |           |
|                  | Ouvrier           | Comité révolutionnaire central                    | 2                                  |                            |           |
|                  | Ouvrier           | Fédération des travailleurs socialistes de France | 2                                  |                            |           |
|                  | Ouvrier           | Socialistes indépendants                          | 3                                  |                            |           |
|                  | Extrême gauche    |                                                   | Radicaux-socialistes               | 50                         |           |
|                  | Gauche radicale   |                                                   | Républicains radicaux              | 68                         |           |
|                  | Union des gauches |                                                   | Association nationale républicaine | 179                        |           |
|                  | Union des gauches | Union libérale                                    | 49                                 |                            |           |
| Monarchistes 162 |                   | Union des droites                                 |                                    | Royalistes et cléricaux    | 110       |
| Monarchistes 162 |                   | Union des droites                                 | Bonapartistes                      | 52                         |           |
| Boulangiste 55   |                   | Boulangiste                                       |                                    | Socialistes révisionnistes | 3         |
| Boulangiste 55   |                   | Boulangiste                                       | Radicaux révisionnistes            | 2                          |           |
| Boulangiste 55   |                   | Boulangiste                                       | Républicains révisionnistes        | 37                         |           |
| Boulangiste 55   |                   | Boulangiste                                       | Monarchistes révisionnistes        | 7                          |           |
| Total :          | Total :           | Total :                                           | Total :                            | Total :                    | 573       |

### Composition en fin de législature
| Groupe parlementaire     | Groupe parlementaire     | Groupe parlementaire                                  | Députés |  |
| Groupe parlementaire     | Groupe parlementaire     | Groupe parlementaire                                  | Total   |  |
| ------------------------ | ------------------------ | ----------------------------------------------------- | ------- |  |
|                          | UdG                      | Union des gauches                                     | 228     |  |
|                          | DR                       | Droite royaliste                                      | 98      |  |
|                          | GR                       | Union anticléricale des députés Républicains radicaux | 68      |  |
|                          | RRS                      | Républicain radical-socialiste                        | 49      |  |
|                          | AP                       | Appel au peuple                                       | 49      |  |
|                          | BOUL                     | Boulangiste                                           | 39      |  |
|                          | DC                       | Droite républicaine                                   | 15      |  |
|                          | O                        | Ouvrier                                               | 11      |  |
|                          |                          |                                                       |         |  |
| Total des sièges vacants | Total des sièges vacants | Total des sièges vacants                              | 16      |  |
| Total des sièges pourvus | Total des sièges pourvus | Total des sièges pourvus                              | 573     |  |

#### Composition détaillée
| Bloc             | Groupes                        | Groupes                                           | Tendances                          | Tendances                  | Tendances |
| ---------------- | ------------------------------ | ------------------------------------------------- | ---------------------------------- | -------------------------- | --------- |
| Républicains 371 |                                |                                                   |                                    |                            |           |
|                  | Ouvrier                        |                                                   | Parti ouvrier                      | 3                          |           |
|                  | Ouvrier                        | Comité révolutionnaire central                    | 2                                  |                            |           |
|                  | Ouvrier                        | Parti ouvrier socialiste révolutionnaire          | 1                                  |                            |           |
|                  | Ouvrier                        | Fédération des travailleurs socialistes de France | 1                                  |                            |           |
|                  | Ouvrier                        | Socialistes indépendants                          | 4                                  |                            |           |
|                  | Républicain radical-socialiste |                                                   | Radicaux-socialistes               | 49                         |           |
|                  | Union anticléricale            |                                                   | Républicains radicaux              | 68                         |           |
|                  | Union des gauches              |                                                   | Association nationale républicaine | 214                        |           |
|                  | Union des gauches              | Union libérale                                    | 14                                 |                            |           |
|                  | Droite républicaine            |                                                   | Monarchistes ralliés               | 15                         |           |
| Monarchistes 147 |                                | Droite royaliste                                  |                                    | Royalistes et cléricaux    | 98        |
| Monarchistes 147 |                                | Appel au peuple                                   |                                    | Bonapartistes              | 49        |
| Nationalistes 39 |                                | Boulangiste                                       |                                    | Socialistes révisionnistes | 3         |
| Nationalistes 39 |                                | Boulangiste                                       | Radicaux révisionnistes            | 2                          |           |
| Nationalistes 39 |                                | Boulangiste                                       | Boulangistes                       | 27                         |           |
| Nationalistes 39 |                                | Boulangiste                                       | Monarchistes révisionnistes        | 7                          |           |
| Sièges vacants : | Sièges vacants :               | Sièges vacants :                                  | Sièges vacants :                   | Sièges vacants :           | 16        |
| Total :          | Total :                        | Total :                                           | Total :                            | Total :                    | 573       |

## Travail parlementaire
Lors de la rentrée parlementaire, Charles Floquet est à nouveau réélu facilement grâce à solide front républicain. Le gouvernement et la majorité parlementaire décide de ne pas parler de révision et de séparation pour faire revenir le calme après le boulangisme. Les opportunistes souhaitent réformer les règles de la Chambre, en instaurant notamment une journée consacrée aux interpellations, mais ils se heurtent aux défauts inhérents à la Chambre. Ils proposent des commissions permanentes, la limitation du droit d'amendement, le filtrage du droit d'interpellation et peut-être même une réforme électorale pour ajouter l'isoloir, le vote sous enveloppe et la gestion des frais électoraux. Dès la seconde semaine de la rentrée, la commission permanente est rejetée. L'élan réformateur fait face à un mur, même si le combat continue jusqu'à l'affaire Dreyfus, qu'il l'arrête immédiatement.
Entre novembre 1889 et mars 1890, la droite se divise en au moins trois groupes : la droite royaliste, la droite indépendante, la droite constitutionnelle et l'Appel au peuple. Le groupe boulangiste évolue autour de 40 membres mais n'est pas capable d'influencer les débats et les votes, en raison d'un manque de discipline et d'un silence des députés de plus en plus important pendant l'hiver 1889-1890.